# Хоринское сельское поселение
Се́льское поселе́ние «Хоринское» (бур. Хориин hомон) — муниципальное образование в Хоринском районе Бурятии Российской Федерации.
Административный центр — село Хоринск.

## История
Статус и границы сельского поселения установлены Законом Республики Бурятия от 31 декабря 2004 года № 985-III «Об установлении границ, образовании и наделении статусом муниципальных образований в Республике Бурятия».
Законом от 6 мая 2013 года объединены сельские поселения «Улан-Одонское» (улусы Кульский Станок и Алан) и «Хоринское» в сельское поселение «Хоринское» с административным центром в селе Хоринск.

## Население
| 2002  | 2011  | 2012  | 2013  | 2014  | 2015  | 2016  |
| ----- | ----- | ----- | ----- | ----- | ----- | ----- |
| 8781  | ↘8738 | ↘8685 | ↗8711 | ↗9441 | ↘9401 | ↘9365 |
| 2017  | 2018  | 2019  | 2020  | 2021  | 2023  | 2024  |
| ↘9302 | ↘9299 | ↘9271 | ↘9229 | ↗9593 | ↘9513 | ↘9450 |

## Состав сельского поселения
| № | Населённый пункт | Тип населённого пункта       | Население |
| - | ---------------- | ---------------------------- | --------- |
| 1 | Алан             | улус                         | ↗323      |
| 2 | Анинск           | улус                         | ↘270      |
| 3 | Кульский Станок  | улус                         | ↗571      |
| 4 | Майла            | посёлок                      | ↘337      |
| 5 | Хоринск          | село, административный центр | ↗8650     |